# Mercedes-Benz OH 1316/OHL 1316
Igual al 1315 previo, conservando intactas sus dimensiones, caja, ejes, entre otras cosas. Pero es aquí donde se presentan las primeras diferencias, ya que a partir de 1994 se empezó a ofrecer la variante OHL, la cual poseía suspensión neumática, además de una caja automática.

## Ficha técnica

### Motor
- Motor: OM 366
- Ciclo: Diesel, cuatro tiempos, árbol de levas lateral, válvulas a la cabeza.
- Ubicación: trasero
- Cilindrada (cm³): 5958
- Número de cilindros: 6 en línea.
- Diámetro x Carrera (mm): 97,5 x 133
- Relación de compresión::17,2 a 1.
- Potencia (HP): 160
- Régimen (r. p. m.): 2800
- Par Motor (mKg): 43 kgm.
- Régimen (r. p. m.): 1600.
- Refrigeración: agua
- Combustible: Gas-Oil
- Sistema de Combustible: inyección directa

### Transmisión
- Tracción: 4x2 Trasera
- Caja de velocidades: MB G-50
- Velocidades: 5 sincronizadas hacia adelante y 1 hacia atrás.
- Relaciones: 1.ª: 6,90 / 2.ª: 4,75 / 3.ª: 2,75 / 4.ª: 1,66 / 5.ª: 1,00 M.A.: 6,82
- Embrague: monodisco en seco
- Relación Final: 5,80:1.

Caja de velocidades: automática Allison
Velocidades: 4
Embrague: Monodisco en seco.

### Dimensiones
- Distancia entre ejes (mm): 4600
- Voladizo trasero (mm): 3050
- Voladizo delantero (mm): 2100
- Longitud total (mm): 9750
- Altura libre eje delantero (mm): 252
- Ancho máximo delantero (mm): 2560
- Trocha delantera (mm): 1971
- Trocha trasera (mm): 1817
- Frenos (Delanteros / Traseros): tambor / tambor. Circuito neumático
- Freno de estacionamiento: ruedas traseras.
- Llantas: disco de 20
- Neumáticos: 11,00 x 20
- Generador Eléctrico: 12V. Batería: 1 x 12v

en el Salavdor se usan muchísimo  para el transpore de carga